# Limnodynastes tasmaniensis
Limnodynastes tasmaniensis es una especie de anfibio anuro de la familia Limnodynastidae.

## Distribución geográfica
Esta especie es endémica de Australia. Habita en la mitad oriental de Australia y Tasmania.

## Descripción
Limnodynastes tasmaniensis mide hasta 45 mm. Su espalda varía de marrón a verde oliva con manchas irregulares de color verde o marrón. Algunos tienen una línea longitudinal de rayas de color crema, amarillo o naranja.

## Etimología
Su nombre de especie, que consta de tasmani[a] y el sufijo latín -ensis, significa "que vive, que habita", y le fue dado en referencia a Tasmania donde se encontró uno de los primeros especímenes descritos.

## Publicación original
- Günther, 1858 : Catalogue of the Batrachia Salientia in the collection of the British Museum[6]